# Vermontia
Vermontia is een geslacht van spinnen uit de familie hangmatspinnen (Linyphiidae).

## Soorten
De volgende soorten zijn bij het geslacht ingedeeld:
- Vermontia thoracica (Emerton, 1913)